# Školství v Hradci Králové

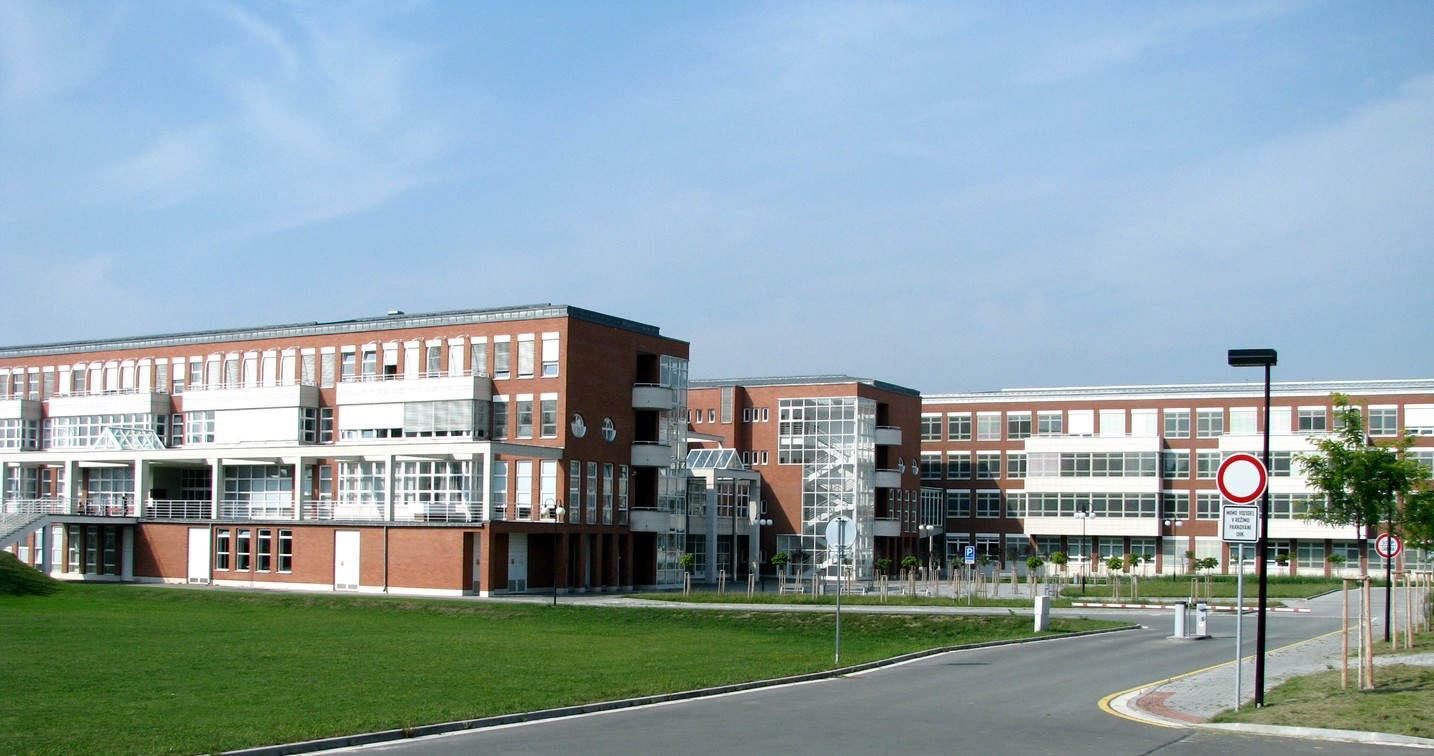
UHK, kampus Na Soutoku

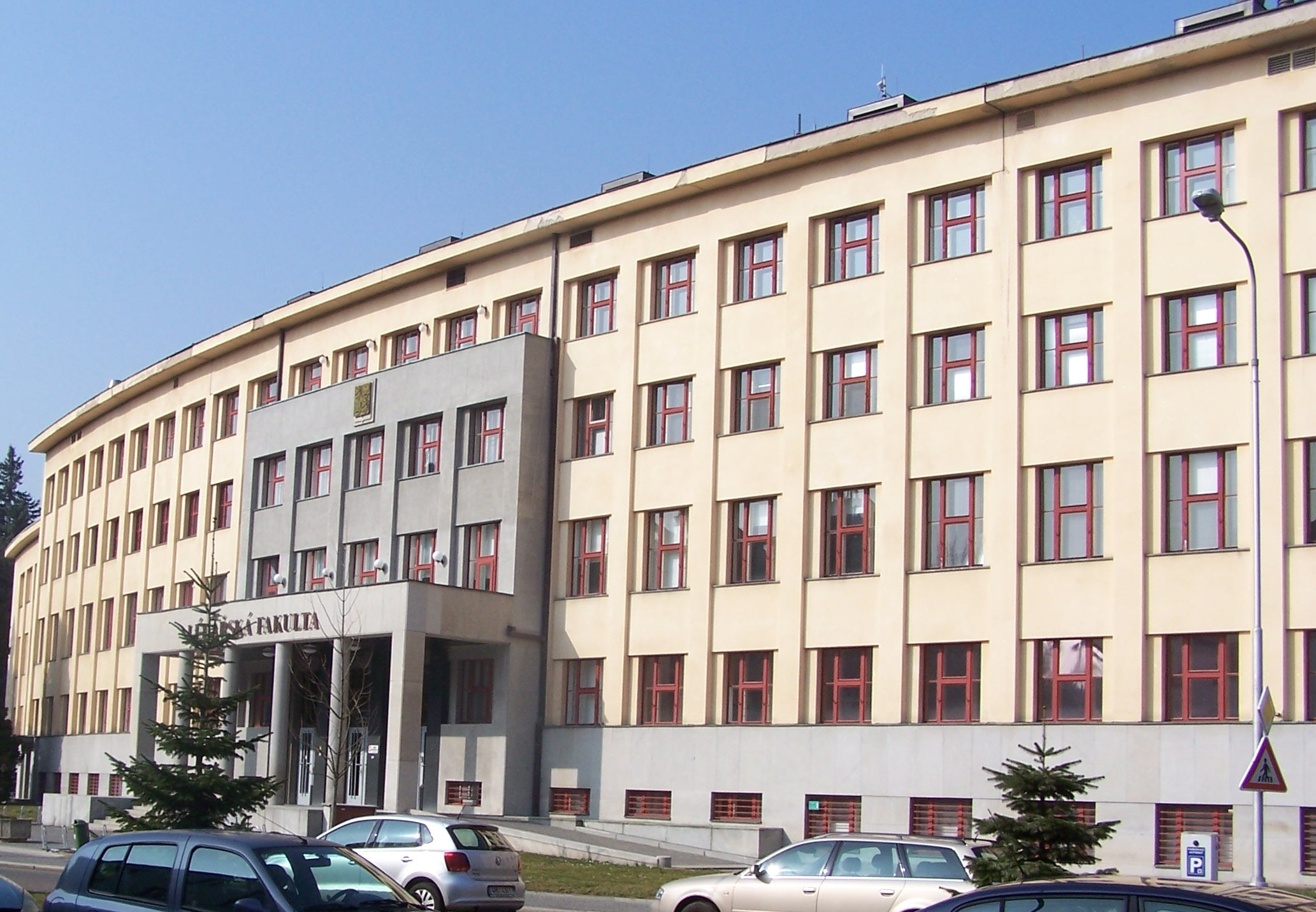
Lékařská fakulta UK

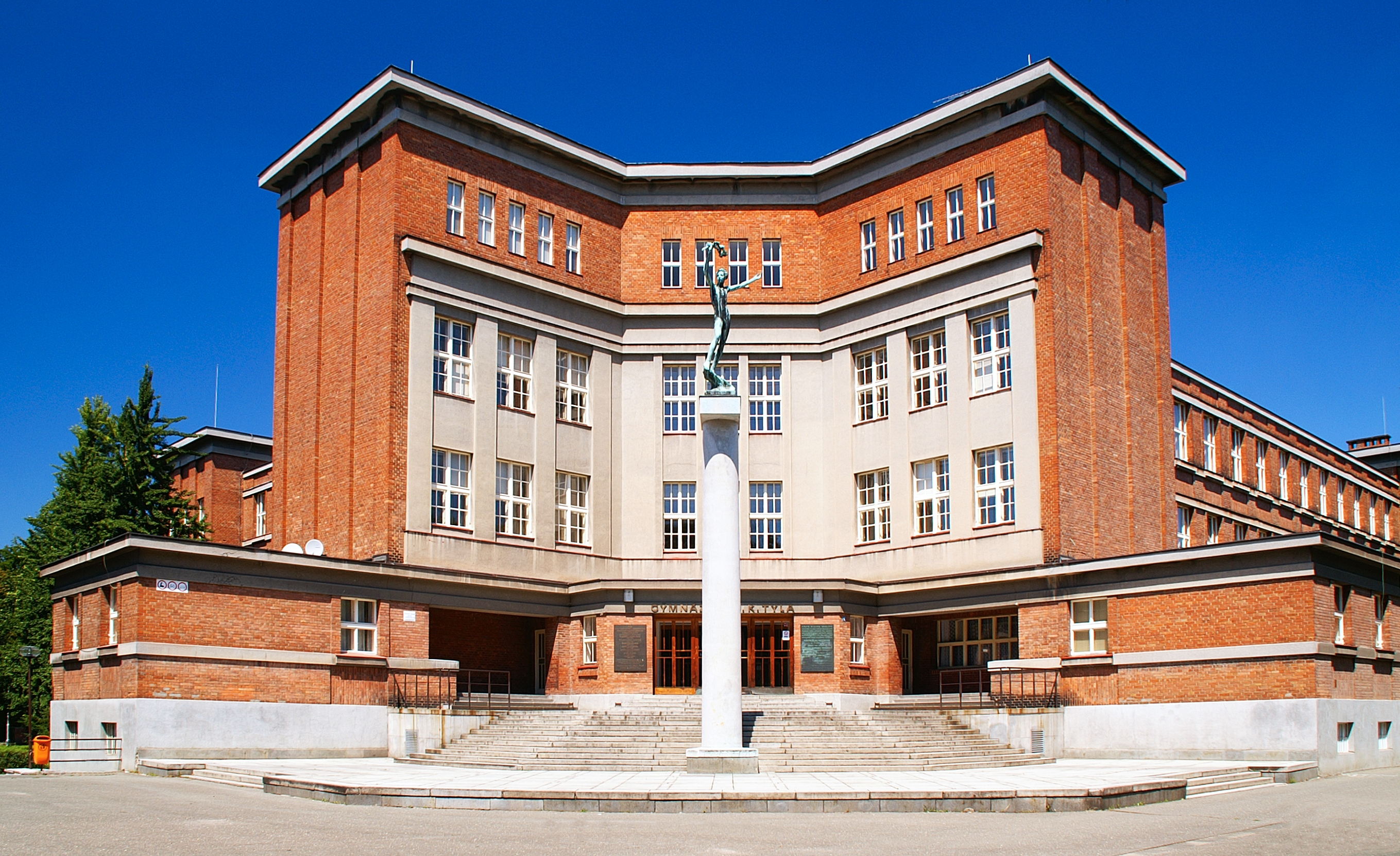
Gymnázium J. K. Tyla

Toto je seznam škol v Hradci Králové. Jsou v něm zahrnuta edukační zařízení od mateřských, přes základní, střední až po vysoké školy. Hradec Králové je univerzitní město; má i střední školy, které jsou jedny z mála podobného zaměření v celé České republice.

## Vysoké školy

### Univerzita Hradec Králové(UHK)
| Fakulta                                 | Založena | Web                          |
| --------------------------------------- | -------- | ---------------------------- |
| Pedagogická fakulta (PdF)               | 1964     | https://www.uhk.cz/cs-CZ/PDF |
| Fakulta informatiky a managementu (FIM) | 1993     | https://www.uhk.cz/cs-CZ/FIM |
| Filozofická fakulta (FF)                | 2005     | https://www.uhk.cz/cs-CZ/FF  |
| Přírodovědecká fakulta (PřF)            | 2010     | https://www.uhk.cz/cs-CZ/PRF |

### Univerzita Karlova(UK)
| Fakulta                                      | Založena | Web                       |
| -------------------------------------------- | -------- | ------------------------- |
| Lékařská fakulta v Hradci Králové (LFHK)     | 1945     | https://www.lfhk.cuni.cz/ |
| Farmaceutická fakulta v Hradci Králové (FaF) | 1969     | http://www.faf.cuni.cz/   |

### Univerzita obrany(UO)
| Fakulta                         | Založena | Web                  | Poznámka                                                                                                 |
| ------------------------------- | -------- | -------------------- | --- |
| Vojenská lékařská fakulta (VLF) | 2004     | https://vlf.unob.cz/ | Vznikla z Vojenské lékařské akademie Jana Evangelisty Purkyně při zřízení Univerzity obrany v roce 2004. |

## Vyšší odborné školy
- Vyšší odborná škola a Střední odborná škola podnikatelská (web), Hradecká 1151/9, 500 03 Hradec Králové
- Vyšší odborná škola zdravotnická a Střední zdravotnická škola (web), Komenského 234/6, 500 03 Hradec Králové
- Obchodní akademie, Střední pedagogická škola, Vyšší odborná škola cestovního ruchu a Jazyková škola s právem státní jazykové zkoušky, s.r.o. (web), třída SNP 170, 500 03 Hradec Králové

## Střední školy
| Název školy | Typ       | Založena    | Adresa                                      | Web                                             | Poznámka |
| --- | --------- | ----------- | ------------------------------------------- | ----------------------------------------------- | --- |
| Biskupské gymnázium, církevní základní škola, mateřská škola a základní umělecká škola Hradec Králové                                        | gymnázium | 1992        | Orlické nábřeží 356/1 500 03 Hradec Králové | web                                             | Církevní škola. Zřizovatelem je hradecké biskupství (katolická církev). Od roku 2009 je součástí i ZŠ a MŠ. Do roku 2017 byl název Biskupské gymnázium Bohuslava Balbína. |
| Gymnázium Boženy Němcové | gymnázium | 1978        | Pospíšilova 324/7 500 03 Hradec Králové     | web                                             | |
| Gymnázium J. K. Tyla | gymnázium | 1927        | Tylovo nábřeží 682/12 500 02 Hradec Králové | web                                             | |
| Hotelová škola Hradec Králové, s.r.o. | SOŠ, SOU  | 1994 / 2011 | Čs. armády 274/55 500 03 Hradec Králové     | web                                             | Soukromá škola. |
| Obchodní akademie, Střední odborná škola a Jazyková škola s právem státní jazykové zkoušky, Hradec Králové                                   | SOŠ       | 1895 / 2012 | V Lipkách 692 500 02 Hradec Králové         | web                                             | Vznikla 1. února 2012 sloučením SOŠ veřejnosprávní a sociální, Stěžery s Obchodní akademií a Jazykovou školou s právem státní jazykové zkoušky Hradec Králové.            |
| Obchodní akademie, Střední pedagogická škola, Vyšší odborná škola cestovního ruchu a Jazyková škola s právem státní jazykové zkoušky, s.r.o. |           |             | třída SNP 170 500 03 Hradec Králové         | web                                             | Soukromá škola. |
| První soukromé jazykové gymnázium | gymnázium | 1992        | Brandlova 875 500 03 Hradec Králové         | web                                             | Soukromá škola. |
| Střední škola vizuální tvorby | SOŠ       | 1994        | Černilovská 7 500 03 Hradec Králové         | web                                             | Soukromá škola. |
| Střední škola služeb, obchodu a gastronomie                                                                                                  | SOŠ       | 2007        | Velká 3 503 41 Hradec Králové               | web Archivováno 16. 2. 2015 na Wayback Machine. | Vznikla 1. července 2007 sloučením SOU obchodního a SOU služeb. |
| Sion High School | různé     | 2011        | Na Kotli 1201 500 09 Hradec Králové         | web                                             | Soukromá škola. Zřizovatelem je KC (křesťanské centrum) Sion - Sbor Jednoty bratrské v Hradci Králové. Centrála v ulici Na Kotli, školní budova v ulici Hradecká 1151.    |
| SŠ a VOŠ aplikované kybernetiky s.r.o. | SOŠ       | 1994        | Hradecká 1151/9 500 03 Hradec Králové       | web                                             | Soukromá škola. |
| SPŠ, SOŠ a SOU Hradec Králové | SOŠ, SOU  | 2013        | Hradební 1029 500 03 Hradec Králové         | web                                             | Vznikla 1. srpna 2013 sloučením SOŠ a SOU Hradební a SPŠ Hradecká. |
| Střední odborná škola veterinární | SOŠ       | 2002        | Pražská třída 68/18 500 04 Hradec Králové   | web                                             | Školní budova otevřena v roce 1923, veterinární obor vyučován od roku 1958.                                                                                               |
| SOŠ a SOU Vocelova | SOŠ, SOU  | 1958        | Vocelova 1338 500 02 Hradec Králové         | web                                             | |
| Střední průmyslová škola stavební | SOŠ       | 1926        | Pospíšilova třída 787 500 03 Hradec Králové | web                                             | |
| Střední uměleckoprůmyslová škola hudebních nástrojů a nábytku                                                                                | SOŠ       | 1982        | 17. listopadu 1202 500 03 Hradec Králové    | web                                             | |

## Základní školy
| Název školy                             | Založena           | Adresa                                       | Místní část                                       | Lokace                           | Web                                             | Poznámka |
| --------------------------------------- | ------------------ | -------------------------------------------- | ------------------------------------------------- | -------------------------------- | ----------------------------------------------- | --- |
| ZŠ Bezručova                            | 1973               | Bezručova 1468 500 02 Hradec Králové         | Pražské Předměstí                                 | 50°12′12″ s. š., 15°49′7″ v. d.  | web                                             | |
| ZŠ Habrmanova                           | 1898 / 1960        | Habrmanova 130/12 500 02 Hradec Králové      | Pražské Předměstí                                 | 50°12′39″ s. š., 15°48′43″ v. d. | web                                             | Též základní umělecká škola (ZUŠ). Dříve škola Maxima Gorkého. |
| Církevní ZŠ                             | 1996               | Na Hradě 90/2 500 02 Hradec Králové          | Hradec Králové                                    | 50°12′38″ s. š., 15°49′55″ v. d. | web                                             | ZŠ + MŠ. Církevní škola. V roce 2009 sloučena s Biskupským gymnáziem (Bohuslava Balbína). Do roku 2017 ZŠ Jana Pavla II. |
| ZŠ Jiráskovo náměstí                    | 1945               | Jiráskovo náměstí 1166 500 02 Hradec Králové | Pražské Předměstí                                 | 50°12′21″ s. š., 15°48′39″ v. d. | web                                             | ZŠ + MŠ. Postavena v letech 1939–1940, v průběhu 2. sv. války ale sloužila jako lazaret. Jako škola otevřena až ve šk. roce 1945–46. Za minulého režimu známá jako škola Pavlíka Morozova. |
| ZŠ Kukleny                              | 1901               | Pražská 198 500 04 Hradec Králové            | Kukleny                                           | 50°12′26″ s. š., 15°47′53″ v. d. | web Archivováno 16. 2. 2015 na Wayback Machine. | Základní škola i mateřská škola. |
| ZŠ Malšova Lhota                        | 1873 / 1950 / 1991 | Lhotecká 39 500 09 Hradec Králové            | Malšova Lhota                                     | 50°12′31″ s. š., 15°53′6″ v. d.  | web                                             | ZŠ + MŠ. Původní školní budova postavena již v roce 1872. V roce 1950 slavnostně otevřena nová budova. Roku 1985 zrušena, děti dle bydliště přesunuty do ZŠ Úprkova nebo do Třebechovic p. O. V roce 1991 byla škola obnovena.                                                                               |
| ZŠ Mandysova                            | 1984               | Mandysova 1434 500 12 Hradec Králové         | Nový Hradec Králové (Sídliště Moravské Předměstí) | 50°11′40″ s. š., 15°50′33″ v. d. | web                                             | ZŠ + MŠ „Pohádka“. |
| ZŠ Milady Horákové                      | 1977               | Milady Horákové 258 500 06 Hradec Králové    | Třebeš (Sídliště Moravské Předměstí)              | 50°11′6″ s. š., 15°50′40″ v. d.  | web                                             | Za minulého režimu škola Salvadora Allende. V květnu roku 2007 oslavila škola třicet let své existence. Byla dostavěna v roce 1977 a v současné době ji navštěvuje přibližně 700 žáků. |
| ZŠ na třídě SNP                         | 1963               | třída SNP 694 500 03 Hradec Králové          | Slezské Předměstí                                 | 50°13′8″ s. š., 15°51′23″ v. d.  | web Archivováno 16. 2. 2015 na Wayback Machine. | Od 1. září 2008 sloučena s bývalou ZŠ Jih. |
| ZŠ Nový Hradec Králové                  | 1772 / 1893 / 1930 | Pešinova 146 500 08 Hradec Králové           | Nový Hradec Králové                               | 50°10′39″ s. š., 15°51′23″ v. d. | web                                             | ZŠ + MŠ. Původní škola v Novém Hradci Králové otevřena již v roce 1772. Nová budova postavena v roce 1893. Současná budova postavena v letech 1929–1930, slavnostně byla otevřena 31. srpna 1930. |
| ZŠ Plotiště (Masarykova základní škola) | 1776 / 1932        | Petra Jilemnického 420 503 01 Hradec Králové | Plotiště nad Labem                                | 50°13′32″ s. š., 15°48′16″ v. d. | web                                             | ZŠ + MŠ. |
| ZŠ Pouchov                              | 1976               | K Sokolovně 452 503 41 Hradec Králové        | Pouchov                                           | 50°13′40″ s. š., 15°50′31″ v. d. | web                                             | |
| ZŠ Sever                                | 1975               | Lužická 1208 500 03 Hradec Králové           | Slezské Předměstí                                 | 50°13′ s. š., 15°50′52″ v. d.    | web                                             | |
| ZŠ Sion J. A. Komenského                | 2003               | Na Kotli 1201/27 500 09 Hradec Králové       | Malšovice                                         | 50°12′9″ s. š., 15°50′56″ v. d.  | web                                             | Soukromá škola. Zřizovatelem je Sion. z.s. Ředitelství je v ulici Na Kotli. ZŠ sídlí v ulicích Mandysova (1.–4. třída) a Kleinerových (5.–9. třída). |
| ZŠ Štefánikova                          | 1983               | Štefánikova 566 500 11 Hradec Králové        | Moravské Předměstí                                | 50°11′8″ s. š., 15°50′16″ v. d.  | web                                             | Za minulého režimu známá jako ZŠ Engelsova. Dříve největší ZŠ v Hradci Králové (až 1800 žáků), dnes pro více než 600 žáků. Tělovýchovná škola zaměřující se na lední hokej, úzce spolupracuje s městským hokej. klubem HC Mountfield Hradec Králové, na jehož stadionu mají žáci školy i praktické aktivity. |
| ZŠ Štefcova                             | 1973               | Štefcova 1092/1 500 09 Hradec Králové        | Malšovice                                         | 50°11′59″ s. š., 15°51′19″ v. d. | web                                             | ZŠ + MŠ. Zpočátku sportovní třídy se zaměřením na hokej, později na lehkou atletiku. |
| ZŠ Svobodné Dvory                       | 1861 / 1878 / 1946 | Spojovací 66/54 503 11 Hradec Králové        | Svobodné Dvory                                    | 50°13′23″ s. š., 15°46′46″ v. d. | web Archivováno 16. 2. 2015 na Wayback Machine. | |
| ZŠ Josefa Gočára                        | 1960               | Tylovo nábřeží 1140/20 500 02 Hradec Králové | Hradec Králové                                    | 50°12′29″ s. š., 15°49′23″ v. d. | web                                             | ZŠ + MŠ. Dříve známá jako ZŠ Zálabí. V roce 2005 sloučena s bývalou ZŠ V Lipkách. |
| ZŠ Úprkova                              | 1905               | Úprkova 1/27 500 09 Hradec Králové           | Malšovice                                         | 50°12′16″ s. š., 15°51′15″ v. d. | web                                             | |

### Umělecké základní školy
- Boni pueri
- ZUŠ Habrmanova
- ZUŠ Střezina
- ZUŠ Jitro

### Zaniklé základní školy
- ZŠ Jih – od 1. 9. 2008 sloučena se ZŠ na třídě SNP. [27][28][29]
- ZŠ V Lipkách (Masarykova základní škola) – v roce 2005 sloučena se ZŠ Zálabí. [30]

## Mateřské školy
Toto je seznam mateřských škol v Hradci Králové. Všechny uvedené školy jsou zřizovány městem, není-li v poznámce uvedeno jinak.
- zdroj: [31]
- Pozn.: Některé školky vlastní název nemají, byl použit název ulice, popř. lokality, kde se nacházejí.

|    | Název                    | Adresa                  | Místní část                                       | Web                                             | Poznámka                                                                      |
| -- | ------------------------ | ----------------------- | ------------------------------------------------- | ----------------------------------------------- | ----------------------------------------------------------------------------- |
| 1  | MŠ Březhrad              | Poštovní 385            | Březhrad                                          | web                                             | Součást ZŠ Jiráskovo náměstí.                                                 |
| 2  | MŠ Čtyřlístek            | Švendova 1127           | Hradec Králové                                    | web                                             |                                                                               |
| 3  | MŠ Čtyřlístek            | Kotěrova 627            | Hradec Králové                                    | web                                             | Odloučené pracoviště.                                                         |
| 4  | MŠ Holubova              | Holubova 792            | Malšovice                                         | web Archivováno 16. 2. 2015 na Wayback Machine. | Součást ZŠ Úprkova. Školka typu Montessori.                                   |
| 5  | MŠ Štefcova (ZŠ Úprkova) | Štefcova 1125/7         | Malšovice                                         | web Archivováno 16. 2. 2015 na Wayback Machine. | Součást ZŠ Úprkova. Odloučené pracoviště MŠ Holubova. Školka typu Montessori. |
| 6  | MŠ Josefa Gočára         | Škroupova 693           | Hradec Králové                                    | web                                             | Součást ZŠ Tylovo nábřeží.                                                    |
| 7  | MŠ Kamarád               | Veverkova 1495          | Pražské Předměstí                                 | web                                             |                                                                               |
| 8  | MŠ Kamarád               | Hrubínova 1529          | Pražské Předměstí                                 | web                                             | Odloučené pracoviště.                                                         |
| 9  | MŠ Kampanova             | Kampanova 1488/1        | Pražské Předměstí                                 | web                                             |                                                                               |
| 10 | MŠ Albertova             | Albertova 767/9         | Pražské Předměstí                                 | web Archivováno 16. 2. 2015 na Wayback Machine. | Odloučené pracoviště MŠ Kampanova.                                            |
| 11 | MŠ Klíček                | Urxova 342              | Třebeš (Sídliště Moravské Předměstí)              | web Archivováno 16. 2. 2015 na Wayback Machine. |                                                                               |
| 12 | MŠ Lužická               | Severní 842/22          | Slezské Předměstí                                 | web                                             |                                                                               |
| 13 | MŠ Lužická               | Slavíčkova 954/8        | Slezské Předměstí                                 | web                                             | Odloučené pracoviště.                                                         |
| 14 | MŠ Malšova Lhota         | Lhotecká 39             | Malšova Lhota                                     | web                                             | Součást ZŠ Malšova Lhota.                                                     |
| 15 | MŠ Markova               | Markova 870/22b         | Kukleny                                           | web Archivováno 16. 2. 2015 na Wayback Machine. | Součást ZŠ Kukleny.                                                           |
| 16 | MŠ Mateřídouška          | Na Hradě 90             | Hradec Králové                                    | web Archivováno 1. 4. 2016 na Wayback Machine.  | Církevní školka. Součást ZŠ Jana Pavla II.                                    |
| 17 | MŠ Milady Horákové       | Milady Horákové 1143/18 | Třebeš (Sídliště Moravské Předměstí)              | web                                             | „U Lachtana“.                                                                 |
| 18 | MŠ Nový Hradec Králové   | Na Biřičce 1263/12      | Nový Hradec Králové                               | web                                             | Součást ZŠ Nový Hradec Králové.                                               |
| 19 | MŠ Plačice               | Ořechová 62/11          | Plačice                                           | web                                             | Součást ZŠ Kukleny.                                                           |
| 20 | MŠ Plácky – „Rybička“    | Pobřežní 230/1          | Plácky                                            | web                                             | Součást ZŠ Plotiště.                                                          |
| 21 | MŠ Podzámčí              | Svatojánská 680/15      | Třebeš                                            | web                                             |                                                                               |
| 22 | MŠ Pohádka               | Mandysova 1434/1        | Nový Hradec Králové (Sídliště Moravské Předměstí) | web                                             | Součást ZŠ Mandysova.                                                         |
| 23 | MŠ Severka               | Petra Jilemnického 160  | Plotiště nad Labem                                | web                                             | Součást ZŠ Plotiště.                                                          |
| 24 | MŠ Sion                  | Na Kotli 1201           | Malšovice                                         | web                                             | Církevní školka. Zřizovatelem je KC Sion, Jednota bratrská.                   |
| 25 | MŠ Sluníčko              | Štefánikova 373/12      | Moravské Předměstí                                | web                                             |                                                                               |
| 26 | MŠ Sluníčko              | Hradecká 1/66           | Třebeš                                            | web                                             | Odloučené pracoviště.                                                         |
| 27 | MŠ Svobodné dvory        | K Dolíkám 121/7         | Svobodné Dvory                                    | web                                             | Součást ZŠ Svobodné Dvory.                                                    |
| 28 | MŠ Svobodné dvory        | K Meteoru 751/4         | Svobodné Dvory                                    | web                                             | Součást ZŠ Svobodné Dvory.                                                    |
| 29 | MŠ Štefcova              | Mrštíkova 752           | Malšovice                                         | web                                             | Součást ZŠ Štefcova.                                                          |
| 30 | MŠ Štefcova              | Štefcova 1128           | Malšovice                                         | web                                             | Součást ZŠ Štefcova.                                                          |
| 31 | MŠ Třebechovická         | Třebechovická 837/1     | Slezské Předměstí                                 | web                                             |                                                                               |
| 32 | MŠ Třebechovická         | Školní 85/1             | Slatina                                           | web Archivováno 16. 2. 2015 na Wayback Machine. | Odloučené pracoviště.                                                         |
| 33 | MŠ Věkoše                | K Sokolovně 349/12      | Věkoše                                            | web                                             |                                                                               |
| 34 | MŠ Zvoneček              | Čajkovského 1093        | Malšovice                                         | web                                             |                                                                               |
| 35 | MŠ Zvoneček              | Štechova 1327/3         | Malšovice                                         | web                                             | Odloučené pracoviště.                                                         |

## Speciální školy
- Mateřská škola, základní škola a střední škola Daneta, s.r.o. (web), Nerudova 1180, 500 02 Hradec Králové – škola pro děti se zdravotním postižením, též chráněná dílna.
- Mateřská škola, Speciální základní škola a Praktická škola, Hradec Králové, Hradecká 1231/11B (web)
- Odborné učiliště, Hradec Králové, 17. listopadu 1212 (web) – Speciální škola pro profesní přípravu mládeže.
- Střední škola, Základní škola a Mateřská škola, Hradec Králové, Štefánikova 549 (web) – Speciální škola pro zdravotně postižené studenty, zejm. neslyšící a studenty s logopedickou vadou.

## Ostatní
- Základní škola a Mateřská škola při Fakultní nemocnici Hradec Králové (web) – škola pro dlouhodobě hospitalizované děti.
- Školicí středisko při Fakultní nemocnici Hradec Králové – probíhá zde výuka posluchačů lékařské fakulty v Hradci Králové a postgraduální doškolování lékařů, stejně jako postgraduální vzdělávání a základnou pro doškolování a specializaci lékařů a sester.[32]
- Dětský diagnostický ústav Hradec Králové (web), Říčařova 277/10, 503 01 Hradec Králové